# Atractaspidinae
Atractaspidinae is een onderfamilie van slangen die behoort tot de familie Atractaspididae.
De groep werd voor het eerst beschreven door Albert Günther in 1858. Er zijn 24 soorten in twee geslachten. De slangen werden lange tijd tot de familie Lamprophiidae gerekend. 

## Geslachten
Onderstaand een overzicht van de geslachten, met het soortenaantal, de auteur en het verspreidingsgebied. 
| Naam         | Auteur      | Soorten | Verspreidingsgebied |
| ------------ | ----------- | ------- | --- |
| Atractaspis  | Smith, 1849 | 22      | Afrika, Midden-Oosten; Senegal, Gambia, Mali, Burkina Faso, Sierra Leone, Guinea, Guinee-Bissau, Ivoorkust, Ghana, Togo, Benin, Congo-Kinshasa, Oeganda, Tanzania, Mali, Centraal-Afrikaanse Republiek, Kameroen, Nigeria, Liberia, Arabisch Schiereiland, Oman, Jemen, Congo-Brazzaville, Gabon, Namibië, Angola, Zambia, Liberia, Botswana, Zuid-Afrika, Israël, Sinaï, Jordanië, Saoedi-Arabië, Libanon, Somalië, Kenia, Ethiopië, Equatoriaal-Guinea, Rwanda en Tsjaad |
| Homoroselaps | Jan, 1858   | 2       | Afrika; Zuid-Afrika en Swaziland |